# Endophyllum kaernbachii
Endophyllum kaernbachii är en svampart som först beskrevs av Henn., och fick sitt nu gällande namn av F. Stevens & Mendiola 1931. Endophyllum kaernbachii ingår i släktet Endophyllum och familjen Pucciniaceae.   Inga underarter finns listade i Catalogue of Life.